# The Thaw (Star Trek)
The Thaw is de drieëntwintigste aflevering van het tweede seizoen van de televisieserie Star Trek: Voyager.

## Plot
Voyager ontdekt een planeet waar een soort ijstijd heeft plaatsgevonden. Alle mensen zijn uitgestorven op die planeet. Maar dan krijgen ze een videobericht van iemand die op de planeet leefde. Er zijn 5 mensen op de planeet nog in leven, omdat ze in een soort coma lagen, in speciale cabines. Hun lichamen zijn in coma, maar hun hersenen zijn nog actief door een computer. Van de 5 mensen blijken er 3 nog in leven te zijn, maar de andere 2 zijn gestorven aan een hartaanval. Janeway begrijpt niet waarom de 3 overlevenden nog in coma zijn, want ze ware geprogrammeerd om al 4 jaar geleden wakker te worden. Dan gaan Harry Kim en B'Elanna Torres zelf een kijkje nemen in de machine. Als ze in de computer komen, zien ze een vrolijke kamer met allemaal mensen uit het circus. Kim en Torres vragen aan een clown, die de leider blijkt te zijn, wat er gebeurd is. Maar de clown geeft geen antwoord en brengt Kim en Torres naar een roze guillotine. Als Kim met zijn hoofd op de guillotine ligt, komen de 3 mensen tevoorschijn. Ze zeggen tegen de clown dat als ze Kim en Torres vermoorden, Janeway de machine uit zal zetten.
De 3 mensen leggen Kim en Torres uit dat de computer een wereld creëert op basis van de gedachten van de mensen die in de cabines liggen. De clown is de uiting van angst. De clown kan ook nog eens de gedachten van de mensen lezen, maar wel met een vertraging. De clown laat Torres gaan, zodat ze contact kan maken met de rest van de bemanning, maar Harry Kim moet blijven. De clown verklaart Kim zelfs tot zijn nieuwe beste vriend.
De clown gaat Harry Kim heel bang maken, door zijn angst voor ziekenhuizen. Dan komt de Doctor aanzetten, om de situatie te kalmeren. De Doctor stelt voor dat de clown alle mensen vrijlaat, en dan krijgt hij van Voyager een kunstmatig brein, zodat de clown en zijn wereldje toch nog kunnen bestaan. Dan geeft een van de 3 mensen de Doctor een hint, waardoor B'Elanna de computer kan ontmantelen, terwijl de Doctor de clown afleidt. Maar de clown krijgt het toch door, en hij executeert de man die de hint heeft gegeven. Als de clown een tweede persoon wil executeren, realiseert Janeway dat de clown heeft gewonnen en Torres stopt met het ontmantelen.
Dan komt de Doctor de clown een laatste optie geven. Als hij alle mensen vrijlaat, krijgt hij Janeway als gijzelaar. De clown stemt in. Als alle mensen vrij zijn en Janeway zit in het systeem, zegt Janeway tegen de clown dat ze ook een hologram is, net zoals de Doctor. De clown beseft dat hij voor de gek gehouden is. Janeway zegt dat angst er is om verslagen te worden.